# アントニオ・セルバンテス
アントニオ・セルバンテス（Antonio Cervantes Reyes、男性、1945年12月23日 - ）は、コロンビアのプロボクサー。サン・バシリオ・デ・パレンクェ出身。元WBA世界スーパーライト級王者。

## 来歴
1964年11月19日、18歳でプロデビュー。
1971年12月11日、66戦目にして世界王座に初挑戦。WBA世界スーパーライト級王者ニコリノ・ローチェ（アルゼンチン）に挑戦し、0-3の判定負けで王座獲得ならず。
1972年10月29日、WBA世界スーパーライト級王者アルフォンソ・フレーザー（パナマ）に挑戦し、10回KO勝ちで王座を獲得した。
1973年3月17日、挑戦者ニコリノ・ローチェと再戦し、9回TKO勝ちで2度目の防衛に成功した。
1973年5月19日、挑戦者アルフォンソ・フレーザーと再戦し、5回KO勝ちで3度目の防衛に成功した。
1973年12月5日、挑戦者ライオン古山（日本）と対戦し、3-0の判定勝ちで5度目の防衛に成功した。
1974年3月2日、挑戦者李昌吉（大韓民国）と対戦し、6回KO勝ちで6度目の防衛に成功した。
1974年10月26日、日本大学講堂で行われた唯一の来日試合で挑戦者門田恭明（日本）と対戦し、8回KO勝ちで8度目の防衛に成功した。
1975年5月17日、挑戦者エステバン・デ・ヘスス（プエルトリコ）と対戦し、3-0の大差判定勝ちで9度目の防衛に成功した。
1975年9月20日、ノンタイトルマッチでバトルホーク風間（日本）と対戦し、6回TKO勝ちを収めた。
1975年11月15日、挑戦者ヘクター・トンプソン（オーストリア）と対戦し、8回TKO勝ちで10度目の防衛に成功した。
1976年3月6日、敵地プエルトリコで行われた11度目の防衛戦でウィルフレド・ベニテス（プエルトリコ）と対戦し、1-2の判定負けで王座から陥落した。
1977年6月25日、WBA世界スーパーライト王座決定戦でカルロス・ヒメネス（アルゼンチン）と対戦し、5回TKO勝ちで王座に返り咲いた。以後、6度の防衛に成功。
1980年8月2日、7度目の防衛戦でアーロン・プライヤー（アメリカ）と対戦し、4回KO負けで王座から陥落した。
1983年12月9日の試合を最後に引退した。

## 獲得タイトル
- WBA世界スーパーライト級王座（1期目は防衛10度、2期目は防衛6度）